# Mort de Mohamed Bendriss
Le texte peut changer fréquemment, n’est peut-être pas à jour et peut manquer de recul. 
Le titre et la description de l'acte concerné reposent sur la qualification juridique retenue lors de la rédaction de l'article et peuvent évoluer en même temps que celle-ci.
La mort de Mohamed Bendriss est celle d'un homme de 27 ans, tué à Marseille par la police dans la nuit du 1er au 2 juillet 2023. 

## Déroulement des faits
L'évènement se déroule à Marseille pendant la troisième nuit des émeutes consécutives à la mort de Nahel Merzouk, tué par un policier à Nanterre. Mohamed Bendriss, un Marseillais de 27 ans circule à scooter, et décède en bas du cours Lieutaud vers une heure du matin le 2 juillet. Son corps est marqué de tirs de LBD.
Les cinq policiers de l’antenne marseillaise du Raid mis en examen en 2023 continuent d’exercer, et reçoivent la « médaille de la sécurité intérieure » par le ministre de l’intérieur, Bruno Retailleau au titre de la promotion du 1er janvier 2024.

## Suites judiciaires
Les enquêteurs de l'IGPN récupèrent la  vidéo d’une témoin, filmée dans la rue de Rome. Les comptes rendus de son audition montrent que les enquêteurs de l’IGPN ont demandé à cette témoin de ne pas évoquer l’implication du Raid dans l’affaire. 
Trois policiers du RAID sont mis en examen pour homicide involontaire. L’un dément avoir fait tiré, les deux autres invoquent la légitime défense,.
Des vidéos montrent le moment où le Raid tire sur Mohamed Bendriss, à 1h du matin: son scooter remontait une colonne de véhicules, dans une rue calme ; il roulait à distance des policiers au moment où il est touché. Ces images contredisent la version des policiers selon laquelle il aurait forcé un barrage.
Trois agents de la même unité du RAID sont impliqués, et deux d'entre eux mis en examen, dans une autre affaire, les blessures au visage de Abdelkarim Y., cousin germain de Mohamed Bendriss, dans la nuit du 30 juin au 1er juillet. Une expertise remise aux juges d’instruction fin mars 2025 conclut que Mohamed Bendriss est mort des suites du tir de LBD (et non pas à de la munition de type “bean bag” ) de l'un des policiers, Alexandre P., lequel a affirmé que le comportement de Mohamed Bendriss était menaçant,. 